# Mark Faber
Mark Faber (Maastricht, 14 december 1972) is een Nederlands zwemtrainer. 
De trainerscarrière van Mark Faber (Maastricht, 14 december 1972) laat zich onder verdelen in drie ‘hoofdstukken’. Na zijn studie aan het CIOS Heerenveen en de ALO Groningen werd hij in 1996 benoemd tot hoofdtrainer van DWK in Barneveld, dat toen met afstand de sterkste vereniging in de competitie was. De opvolger van André Cats trok die lijn door met vijf nationale titels voor hij in 2002 een functie aanvaardde als docent op het CIOS in Arnhem. 
Nederlandse zwemploeg
Dat de hoofdcoach van de kampioen van Nederland diverse keren als coach fungeerde van KNZB-afvaardigingen bij de internationale toernooien was inmiddels gebruikelijk. Dat was onder meer het geval bij de EK in Sevilla 1997, EK Sheffield 1998, EK Istanbul 1999, EK Helsinki 2000, WK Perth 1998 en het WK Fukuoka 2001. Ook maakte Faber deel van de begeleidingsstaf van de zwemploeg bij de Olympische Spelen in Sydney 2000. Daar coachte hij Benno Kuipers, Ewout Holst, Dennis Rijnbeek, Mark van der Zijden en Brenda Starink.
Na de wereldkampioenschappen in Fukuoka 2001 stopte Faber als zwemtrainer en werd hij docent aan het CIOS in Arnhem. In de periode 2006-2008 pakte Faber het vak als zwemtrainer weer op en begeleidde het duo Thijs van Valkengoed en Jolijn van Valkengoed in de voorbereiding op de Olympische Spelen van Peking 2008.
Paralympisch team
Begin 2009 koos Mark Faber een nieuwe richting als trainer/coach. Kenmerkend daarbij was zijn instelling om een nieuwe weg in te slaan als bondscoach van het Paralympisch zwemmen bij de Koninklijk Nederlandse Zwembond|KNZB In de 8 jaren die Faber vervulde als bondscoach van het Paralympisch zwemteam ontstond onder zijn leiding een succesvol en volwaardig Paralympisch High Performance Centrum in Amersfoort. Een centrum waar de Paralympische zwemmers onder professionele begeleiding een fulltime programma kunnen volgen richting de Paralympische spelen. De professionalisering van het Paralympisch zwemmen werd in de loop van de tijd zichtbaar in de resultaten. Op EK's, WK's en Paralympische spelen werden meer medailles behaald dan ooit tevoren. Zeker het paralympische toernooi van Rio 2016 was een ware triomftocht voor ploeg en begeleiding. Met Faber aan het roer behaalde de Nederlandse Paralympische zwemploeg 4 gouden, 6 zilveren en 11 bronzen medailles. Een aanzienlijk aandeel in de algemene medaille spiegel waar het Paralympisch TeamNL de 7e plaats veroverde met een totaal van 62 medailles (17-19-26)
Topzwemmen Amsterdam en HPC
Hoofdstuk drie van zijn loopbaan begon in het najaar van 2016 met zijn overstap naar Topzwemmen Amsterdam, dat nu High Performance Center wordt genoemd. Zijn eerste KNZB-toernooi was er direct een om in te lijsten, want de Nederlandse ploeg bij de WK korte baan in het Canadese Windsor keerde terug met vijf medailles met gouden prijzen voor Ranomi Kromowidjojo en nieuwkomer Jesse Puts op de 50 vrij. Arno Kamminga groeide in de afgelopen vijf jaar onder leiding van Faber uit tot een schoolslagzwemmer van wereldklasse, die op de 100 en 200 meter in Tokyo Olympisch zilver behaalde. Ook Kira Toussaint behaalde onder leiding van Faber de nodige successen met als hoogtepunten 5 individuele Europese titels en een wereldrecord op de 50 meter rugslag korte baan en een Europees record op de 50 meter rugslag lange baan. Ook Luc Kroon Europese titel op de 400 vrije slag (EK Kazan 2021) en Tes Schouten zilver op de 100 meter schoolslag en brons op de 200 meter schoolslag (WK Melbourne 2022) noteerden de nodige successen onder leiding van Faber. 
Sinds september 2021 is Mark Faber KNZB-bondscoach senioren en eindverantwoordelijk tijdens alle toernooien waar TeamNL Zwemmen aan de start verschijnt.